# قالی کرمان
قالی کرمان گونه‌ای قالی ایرانی با گره فارسی و از صنایع دستی خطه کرمان است که از دیرباز تاکنون تولید می‌شود. قالی کرمان به دلیل ظرافت، زیبایی بی‌نظیر و دوام بالای آن، همواره جزو محبوب‌ترین فرش‌های دستباف ایران به‌شمار می‌آید. از جمله قالیبافان مشهور کرمان می‌توان به محمد ارجمند و احمد یزدان پناه دیلمقانی اشاره کرد که نقش مهمی در ترویج و ارتقای این هنر داشته اند. 

## ویژگی‌ها و اهمیت قالی کرمان
قالی کرمان به دلیل استفاده از گره‌های بسیار ریز و دقیق، دارای طراحی‌های متنوع و پیچیده‌ای است که غالباً شامل موتیف‌های گل و برگ، الگوهای هندسی و تصویری و همچنین نقوش مذهبی و اسلیمی می‌باشد. این قالی‌ها علاوه بر جنبه‌های تزئینی، حامل ارزش‌های فرهنگی و تاریخی منطقه کرمان بوده و نشانگر گذر از نسل به نسل هنر قالیبافی ایران است. علاوه بر جنبه هنری، قالی کرمان از لحاظ اقتصادی نیز نقش مهمی در صادرات و صنعت صنایع دستی ایران ایفا می‌کند.

## قدمت و تاریخچه

### دوره نخست یا عصر ترمه
در این دوره، که همزمان با زوال شال‌بافی در کرمان بوده است، قالیبافان با الهام از نقوش شال‌های کرمان و نگاره‌های بته جقه، طرح‌های اولیه قالی را به وجود آوردند. نام «عصر ترمه» به دلیل بهره‌گیری از طرح‌های شبیه به ترمه‌های قدیمی بر این دوره منطبق شده است.

### عصر بازگشت
با پایان یافتن جنگ جهانی اول و تغییر سلیقه بازار، به ویژه در آمریکا، هنر قالیبافی در کرمان دچار تغییراتی شد. در این دوره، طراحان کرمانی به بازگشت به نقوش سنتی علاقه‌مند شدند و نقش و نگاره‌های صفوی، همچون نقوش اسلیمی، گل‌های شاه عباسی، نقش‌های قاب قرآنی و ترنج، به کار گرفته شدند. با بروز بحران اقتصادی در آمریکا، شاهد بازگشت به طرح‌های قدیمی‌تر نیز بوده‌ایم.

### عصر گوبلن
در این دوره، به دلیل تأثیر طرح‌های فرانسوی با نام گوبلن، قالی‌های کرمان شاهد تغییراتی در اصالت نقوش خود شدند. نقوشی نظیر اوبوسن و ساونری که از منابع خارجی وارد شده بودند، توسط طراحان کرمانی بازبینی و تغییر یافتند. در همین دوره، موتیفی به نام گل فرنگ وارد قالی‌های کرمان شد که بعدها به یکی از شاخص‌ترین ویژگی‌های این قالی تبدیل گردید. استفاده گسترده از نقوش گل و برگ، در کنار طرح‌های پیچیده و چندلایه، از عواملی است که باعث شهرت قالی کرمان شده است.

### ویژگی‌های منطقه‌ای و سبک‌های متفاوت
قالی‌های کرمان معمولاً به دو دسته تقسیم می‌شوند: شهری‌باف و عشایری‌باف. قالی‌های شهری‌باف عمدتاً در مراکزی مانند راور تولید می‌شوند که از نظر طراحی و رنگ‌آمیزی مدرن‌تر بوده و طرح‌های تصویری، افشان و سبزیکار از ویژگی‌های بارز آنهاست. از سوی دیگر، قالی‌های عشایری‌باف که در مناطقی همچون سیرجان بافندگی می‌شوند، دارای الگوهای سنتی و محلی با رنگ‌های گرم و طبیعی هستند.

### تنوع نقوش و نوآوری در قالی کرمان
برخی از مقالات منتشر شده در وب‌سایت‌های معتبر به تنوع نقوش و نوآوری‌های صورت گرفته در قالی کرمان اشاره می‌کنند. به عنوان مثال، مقاله‌ای با عنوان "از هزار گل قالی کرمان تا سروز" به بررسی تنوع بی‌نظیر نقوش قالی کرمان، به ویژه استفاده از موتیف‌های گل‌دار و الگوهای نوین در کنار طرح‌های سنتی می‌پردازد. این مقاله همچنین به تأثیر عوامل فرهنگی، منطقه‌ای و تغییرات بازار در شکل‌گیری و بهبود کیفیت قالی‌های کرمان اشاره دارد.

## اهمیت فرهنگی و هنری
قالی کرمان نه تنها به عنوان یک کالای مصرفی، بلکه به عنوان یکی از نمادهای فرهنگی و هنری ایران شناخته می‌شود. این قالی‌ها در نمایشگاه‌های بین‌المللی صنایع دستی ایران به نمایش گذاشته شده و جایگاه ویژه‌ای در بازارهای جهانی دارند. علاوه بر این، قالی کرمان منبع الهام بسیاری از طراحان معاصر در زمینه هنرهای تزئینی و مد محسوب می‌شود.